# Minuca pugnax
Minuca pugnax – gatunek kraba morsko-lądowego z rodziny Ocypodidae.
Gatunek ten opisany został w 1870 przez S.I. Smitha jako Gelasimus pugnax. Później umieszczany był w rodzaju Uca. Po rewizji Shiha i innych z 2016 zaliczany jest do rodzaju Minuca.
Krab ubarwiony brązowo z jasnobrązowymi lub żółtawymi większymi szczypcami, ciemno prążkowanymi odnóżami krocznymi i często z niebieskim lub turkusowym przodem karapaksu, słupkami ocznymi i przodem trzeciej pary szczękonóży. Samce osiągają do 12 mm długości i do 19 mm szerokości, a samice do 13 mm długości i 18 mm szerokości. Karapaks o bardzo szerokim regionie frontalnym, prawie lub w pełni pionowych brwiach i bardzo płytkim rowku postoorbitalnym. U samców jedne szczypce większe od drugich. Te większe mają dłoniową część propoditu pośrodku guzkowaną i z ukośną listewką o niskim skraju oraz dość małych, nieregularnie rozmieszczonych guzkach. Druga para odnóży krocznych ma smukły meropodit o grzbietowej krawędzi z wyjątkiem obu końców prostej. Otwór płciowy samicy ma nieco wyniesiony tylny brzeg i często mały guzek.
Występuje w subtropikalnej i umiarkowanej strefie północno-zachodniego Atlantyku, wzdłuż wybrzeży Stanów Zjednoczonych od Daytona Beach na Florydzie po Massachusetts. Zamieszkuje otwarte i zamknięte estuaria, słone błotniska i inne osłonięte miejsca wybrzeża o podłożu piaszczystym lub mulistym.